# Tapera
Tapera, termo tupi que significava "o que foi aldeia" (de taba, aldeia, mais -era, uma forma do sufixo -puera, que por sua vez forma o passado nominal) é uma edificação abandonada, especialmente no meio rural, indicando locais onde houve, anteriormente, ocupação humana. O sentido primitivo de "aldeia abandonada" foi mudando com o passar do séculos, até chegar ao sentido atual de casa abandonada.
A análise da flora dos sítios das taperas e do entorno pode revelar o impacto da introdução de plantas exóticas invasoras em ecossistemas naturais, nos quais essas plantas podem influir negativamente (Lago-Paiva & Santos, 2006). É o que se chama de carga ambiente, ou seja, um custo ambiente negativo.
O termo "tapera" é utilizado atualmente no português brasileiro de maneira pejorativa, para designar edificação abandonada, em ruínas ou em estado de conservação precário.